# Maitum
Maitum est une localité de la province de Sarangani, aux Philippines. En 2015, elle compte 44 595 habitants.